# Skawina (gromada)
Skawina – dawna gromada, czyli najmniejsza jednostka podziału terytorialnego Polskiej Rzeczypospolitej Ludowej w latach 1954–1972.
Gromady, z gromadzkimi radami narodowymi (GRN) jako organami władzy najniższego stopnia na wsi, funkcjonowały od reformy reorganizującej administrację wiejską przeprowadzonej jesienią 1954 do momentu ich zniesienia z dniem 1 stycznia 1973, tym samym wypierając organizację gminną w latach 1954–1972.
Gromadę Skawina z siedzibą GRN w mieście Skawina (nie wchodzącym w skład gromady) utworzono 30 czerwca 1960 w powiecie krakowskim w woj. krakowskim z obszaru zniesionych gromad Korabniki i Tyniec. 
31 grudnia 1961 do gromady Skawina przyłączono obszar zniesionej gromady Borek Szlachecki.
W kwietniu 1969 dla gromady ustalono 25 członków gromadzkiej rady narodowej. 1 stycznia 1970 gromada składała się ze wsi: Borek Szlachecki, Brzyczyna, Kopanka, Korabniki, Ochodza, Sidzina, Tyniec i Zelczyna.
Gromada przetrwała do końca 1972 roku, czyli do kolejnej reformy gminnej.
1 stycznia 1973 reaktywowano zniesioną w 1954 roku gminę Skawina, w skład której weszła większość obszaru zniesionej gromady Skawina (Borek Szlachecki, Kopanka, Ochodza i Zelczyna); jedynie Brzyczynę włączono do gminy Mogilany. Tego samego dnia zniesiono sołectwo Korabniki, które włączono do Skawiny oraz sołectwa Sidzina i Tyniec, włączając je do Krakowa.